# Paula Jaraquemada Alquizar
Paula Jaraquemada Alquizar (Santiago, 18 de juny de 1768 - Santiago, 7 de setembre de 1851) va ser una patriota xilena i un dels personatges femenins més importants en la lluita per la independència de Xile. Jaraquemada es un símbol de la dona xilena que fa front a l’autoritat com ara Inés Suárez o Javiera Carrera. Encara se l'esmenta avui com a model per a la reivindicació contemporània contra el maltractament.

## Biografia

### Família
Jaraquemada va néixer en el si d'una família adinerada. Era filla de Domingo de Jaraquemada i de Cecilia de Alquízar, qui era parent dels Carrera, destacada família xilena.

### Suport a la independència de Xile

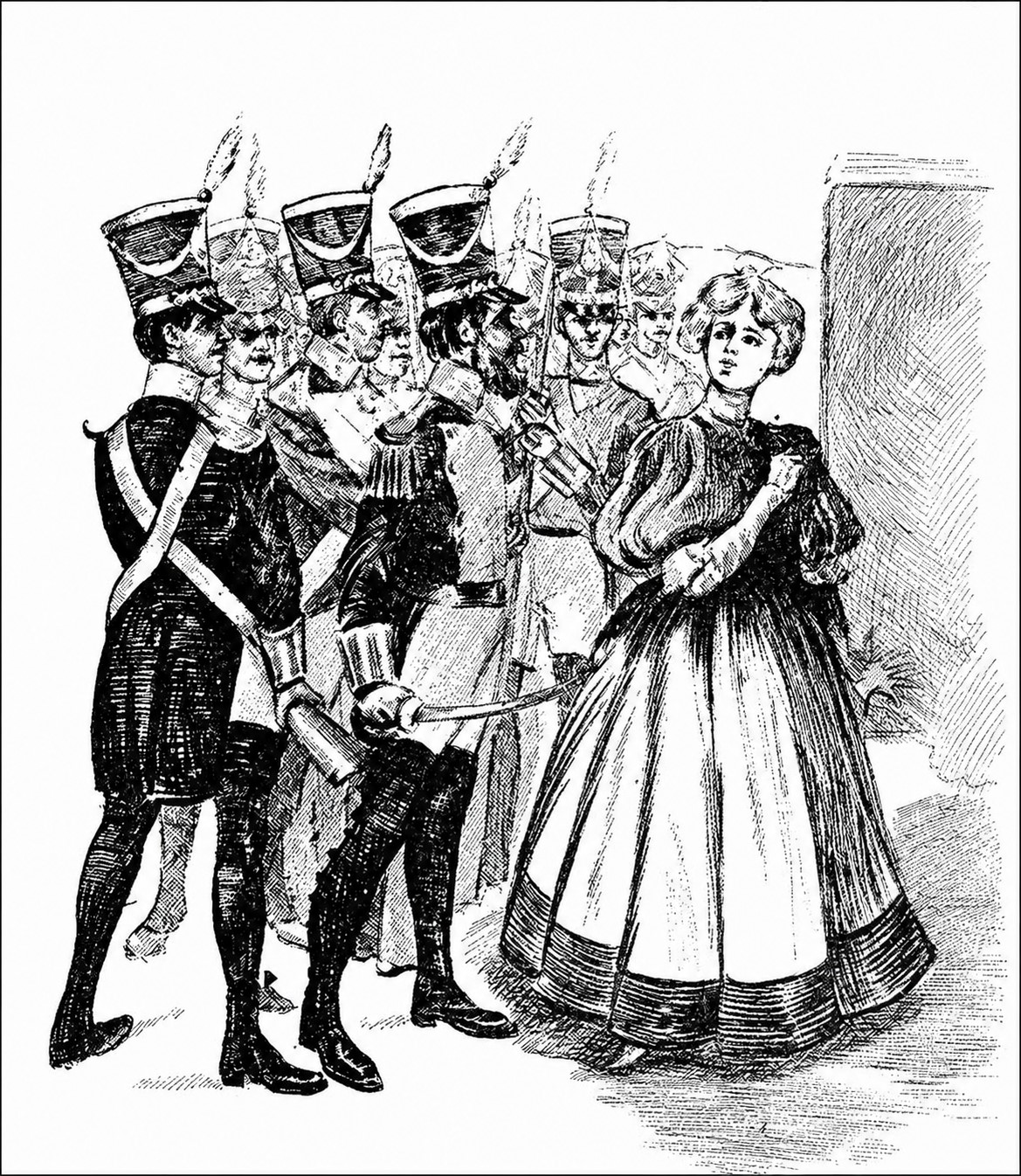
Il·lustració que mostra a Paula Jaraquemada encarant-se als soldats reialistes.

Cap al final del procés de la Independència de Xile, quan vorejava ja els 50 anys, Jaraquemada va rebre refugiar a l'Exèrcit Patriota a la seva hisenda de Paine (Província de Maipo) després de la seva derrota a la batalla de Cancha Rayada, ocorreguda el 19 de març de 1818. Els malmesos soldats de José San Martín van poder recuperar-se a la seva hisenda, on es van alimentar i guarir les seves ferides. Jaraquemada també els va subministrar material de campanya i cavalls i va ordenar als arrendataris de les seves terres de sumar-se a la campanya.
Malgrat aquest passatge patriòtic de la seva vida és ben conegut i recordat, Paula Jaraquemada és recordada sobretot per encarar-se altivament a un oficial reialista que va arribar a la seva hisenda per abastir la seva tropa. El capità li va exigir les claus del seu celler i ella es va negar a donar-li-les al·legant que "les claus no les hi entregaré mai. Només jo mano a casa meva". L'oficial va fer cas omís d'aquesta resposta i novament li va deixar anar l'ordre. Ella no va cedir en la discussió i, posant en joc la seva vida, va acostar el pit a les baionetes dels soldats per aclarir-li a l'oficial que preferia morir abans d'acatar la seva ordre. Davant d'aquesta situació, l'oficial va manar calar foc a la casa, amb la que Jaraquemada va respondre llançant als peus dels soldats un braser amb els carbons encesos tot exclamant "aquí teniu foc". Intimidats davant aquesta actitud, els soldats reialistes es van retirar de l'indret. El futur president Manuel Montt, quan encara era un nen, va ser testimoni d'aquest episodi perquè Paula Jaraquemada era la seva padrina i es trobava amb ella en aquell moment.

### Vida després de la Independència
En els últims anys de la seva vida, Paula Jaraquemada es va dedicar a obres benèfiques i de caritat, visitant els orfenats i asils. A la casa correccional de dones a Santiago, va aconseguir importants millores per a les internes.
Paula Jaraquemada va morir a Santiago 7 de setembre de 1851, amb 83 anys.

## Homenatges
- A la comuna de El Bosque de la ciutat de Santiago de Xile, una llar d'infants i un carrer duen el seu nom.[4]
- A la comuna de Santiago hi ha l'Hospital San Borja Arriarán, el nom oficial inicial del qual inicial va ser Hospital Paula Jaraquemada. És troba al Barri Matta de Santiago.
- Diversos col·legis duen el seu nom, alguns es troben a les comunes de Quilicura,[5] Paine,[6] Recoleta,[7] Iquique[8] i Peñalolén.[9]